# بي. كي. لي رو
بي. كي. لي رو هو سياسي جنوب أفريقي، ولد في 11 نوفمبر 1904 في De Rust ‏ في جنوب أفريقيا، وتوفي في 23 يونيو 1985 في Wilderness, South Africa ‏ في جنوب أفريقيا. نشط حزبياً في الحزب الوطني. وقد انتخب Minister of Agriculture, Forestry and Fisheries (South Africa) ‏.